# Blue Stream

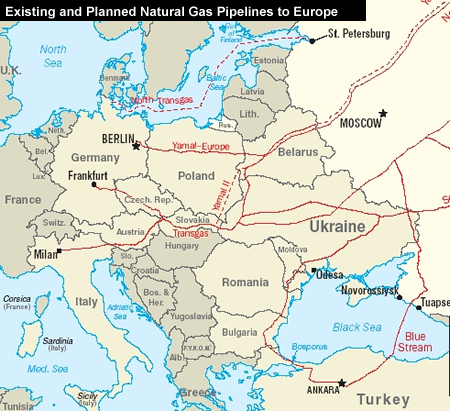
Rete di gasdotti esistenti ed in progetto provenienti dalla Russia

Blue Stream è uno dei principali gasdotti internazionali, che trasporta gas naturale dalla Russia alla Turchia, attraverso il Mar Nero.
Il gasdotto è stato costruito dalla Blue Stream Pipeline B.V., una joint-venture (basata nei Paesi Bassi) costituita dalla russa Gazprom e dall'italiana Eni.
I lavori di progettazione iniziarono nel 1997. Nel 1999 Gazprom ed ENI (tramite Saipem) firmarono il MoU (Memorandum of Understanding) del progetto, ed il 16 novembre 1999 costituirono la Blue Stream Pipeline B.V..
La costruzione della tratta terrestre russa (ad opera della Stroytransgaz, una branca della Gazprom) si svolse tra il 2000 ed il 2002, e quello della tratta offshore tra il 2001 ed il 2002 (ad opera dell'italiana Saipem).
Il costo totale dell'opera, che è lunga nel complesso 1213 km (di cui 373 su suolo russo, 396 offshore e 444 su suolo turco), è stato di 3,2 miliardi di dollari, di cui 1,7 miliardi per la parte offshore.
Il gasdotto fu aperto ai primi flussi di gas naturale nel febbraio 2003, ma alcuni ritardi nelle trattative tra Turchia e Russia sui prezzi del gas ritardarono l'inaugurazione ufficiale fino al novembre 2005. All'inaugurazione parteciparono i Primi Ministri di Italia e Turchia (Silvio Berlusconi e Recep Tayyip Erdoğan), ed il Presidente Russo Vladimir Putin.
Si prevede che per il 2010 Blue Stream funzionerà al massimo della sua capacità di trasporto, calcolata in circa 16 miliardi di metri cubi di gas all'anno.
La Blue Stream Pipeline B.V. è proprietaria della sezione sottomarina del gasdotto, inclusa la stazione di compressione di Beregovaya, mentre Gazprom detiene e gestisce la sezione in territorio russo del gasdotto, e la parte in zona turca è detenuta e gestita dalla compagnia di energia Turca BOTAŞ. Secondo Gazprom il gasdotto è stato costruito con l'intento di diversificare le rotte di fornitura del gas russo alla Turchia ed evitare il passaggio in paesi terzi.